# Halinella
Halinella là một chi bọ cánh cứng trong họ Chrysomelidae.
Chi này được miêu tả khoa học năm 1956 bởi Bechyne.

## Các loài
Các loài trong chi này gồm:
- Halinella bruchii Bowditch, 1956
- Halinella callangensis Bechyne, 1956
- Halinella coroicensis Bechyne, 1956
- Halinella costulata Bechyne & Bechyne, 1969
- Halinella hebardi (Bowditch, 1925)
- Halinella kirschi (Harold, 1875)
- Halinella malachioides Bechyne, 1956
- Halinella spilothorax (Bechyne, 1956)
- Halinella suturalis (Bowditch, 1925)